# Pawn Stars UK
Pawn Stars UK, subtitulado como El precio de la historia Reino Unido en España y El precio de la historia: Estilo inglés en Latinoamérica es una serie de televisión transmitida por The History Channel. El programa se desarrolla en la tienda Regal Pawn en el Reino Unido en la cual se compran, venden, empeñan cosas y también existe la posibilidad, cuando no se llega a un acuerdo económico, de realizar la venta al precio que desea el vendedor original, a cambio de una comisión por la venta.

## Personal de la tienda
- Mark Andrew "Gran Mark" Manning
- Mark Lever "Pequeño Mark" Holland
- Mark Peter "Marco" Holland (Primera temporada)
- Victoria "Vicki" Manning
- Simon "Ebeneezer" Penworth
- Liam (Segunda temporada)